# Seimsfoss
Seimsfoss är en tätort i Kvinnherads kommun i Vestland fylke i västra Norge. Tätorten ligger mellan Rosendal och Dimmelsvik på östsidan av Hardangerfjorden. Fylkesväg 500 går igenom orten.
Från Seimsfoss går Guddalsdalen inöver mot Folgefonna. I Seimsfoss ligger Umeo Schat Hardings huvudkontor för produktion av segel och livbåtar.
I Guddalselva, som rinner ut vid Seimsfoss, har man byggt en anläggning för att fånga atlantlax och öring, både när de går ut på våren och senare kommer hem på hösten. Denna anläggning används i forskningssyfte. 